# Dypsis psammophila
Dypsis psammophila är en enhjärtbladig växtart som beskrevs av Henk Jaap Beentje. Dypsis psammophila ingår i släktet Dypsis och familjen Arecaceae. IUCN kategoriserar arten globalt som starkt hotad. Inga underarter finns listade i Catalogue of Life.